# Pauline Sperry
Pauline Sperry (Peabody, Massachusetts, 5 de março de 1885 – Pacific Grove, Califórnia, 24 de setembro de 1967) foi um matemática estadunidense.
Estudou a partir de 1913 na Universidade de Chicago, obtendo um mestrado em 1914. Orientada por Ernest Julius Wilczynski obteve um doutorado com a tese "Properties of a certain projectively defined two-parameter family of curves on a general surface".